# Crinum darienense
Crinum darienense là một loài thực vật có hoa trong họ Amaryllidaceae. Loài này được Woodson mô tả khoa học đầu tiên năm 1938.